# Красне (Сеченовський район)
Красне (рос. Красное) — село в Сеченовському районі Нижньогородської області Російської Федерації.
Населення становить 260 осіб. Входить до складу муніципального утворення Сеченовська сільрада.

## Історія
Від 2009 року входить до складу муніципального утворення Сеченовська сільрада.

## Населення
| 2002 | 2010 |
| ---- | ---- |
| 315  | ↘260 |